# Сымту

Сымту — река в России, протекает в Ханты-Мансийском АО. Устье реки находится в 388 км по правому берегу реки Аган. Длина реки составляет 23 км.

## Данные водного реестра
По данным государственного водного реестра России относится к Верхнеобскому бассейновому округу, водохозяйственный участок реки — Обь от впадения реки Вах до города Нефтеюганск, речной подбассейн реки — Обь ниже Ваха до впадения Иртыша. Речной бассейн реки — (Верхняя) Обь до впадения Иртыша.
По данным геоинформационной системы водохозяйственного районирования территории РФ, подготовленной Федеральным агентством водных ресурсов:
- Код водного объекта в государственном водном реестре — 13011100112115200043690
- Код по гидрологической изученности (ГИ) — 115204369
- Код бассейна — 13.01.11.001
- Номер тома по ГИ — 15
- Выпуск по ГИ — 2